# 拉帕伊夫卡
49°48′47″N 23°54′10″E / 49.81306°N 23.90278°E
拉帕伊夫卡（烏克蘭語：Лапаївка），是烏克蘭西部的村莊，隸屬利維夫州的利維夫區。該村處於濟姆納河畔，面積1.35平方公里，海拔高度305米，2022年人口4,422。